# إريك كاتس
إريك كاتس (بالألمانية: Erich Katz)‏ هو ناقد موسيقي وموسيقي وملحن ألماني، ولد في 31 يوليو 1900 في بوزنان في بولندا، وتوفي في 30 يوليو 1973 في سانتا باربارا في الولايات المتحدة.